# 카밀로 골지
카밀로 골지(이탈리아어: Camillo Golgi, 1843년 7월 7일~1926년 1월 21일)는 이탈리아의 해부학자이자 병리학자이다. 1873년 현미경 연구를 위해 질산 은을 이용해서 조직을 염색하는 방법을 개발했다. 그는 골지체와 축삭돌기를 가진 척수 후근의 신경 세포인 골지세포를 발견했으며, 힘줄과 근육에 있는 신경말단의 구조를 밝혔다. 또 1886년에는 말라리아원충의 생활사와 구조를 밝혔다. 신경계의 구조를 연구한 공로로 1906년 산티아고 라몬 이 카할과 함께 노벨 생리학·의학상을 받았다.